# V342 Aquilae
V342 Aquilae è una stella binaria a eclisse situata nella costellazione dell'Aquila. La sua magnitudine apparente è +8,68 e dista circa 1140 anni luce dal sistema solare. La stella è una variabile Algol ed è, tra le stelle di questa categoria, quella con la variazione più ampia di magnitudine; il calo di luminosità infatti, in occasione del minimo primario, è di 3,4 magnitudini.

## Caratteristiche
Il sistema è composto da due stelle che orbitano molto vicine tra loro attorno al comune centro di massa; la primaria è una stella bianco-azzurra di sequenza principale di classe B7V avente una massa 3,2 volte quella del Sole e un raggio 2,5 volte superiore.
La secondaria è invece una gigante gialla o, come riportato in altre fonti, una subgigante di classe K0IV più fredda e meno massiccia (1,3 M⊙), ma più grande della principale, con un raggio che è 4,7 volte quello solare. Il minimo primario avviene quando questa componente transita davanti, rispetto all'osservazione dalla Terra, alla componente calda di classe B. La separazione tra le due componenti è equivalente a 15,7 volte il raggio solare, ovvero quasi 11 milioni di km.